# Рафаель Кальдерон
Рафаель Анхель Кальдерон Фурньєр (ісп. Rafael Ángel Calderón Fournier; нар. 14 березня 1949) — костариканський політик, тридцять восьмий президент Коста-Рики.

## Життєпис
Народився в містечку Діріамба, Нікарагуа. Його батьком був колишній президент Коста-Рики Рафаель Анхель Кальдерон Ґвардія, а матір'ю — Марія дель Росаріо Фурньє Мора. Рафаель Анхель народився, коли його батьки перебували у вигнанні.
Кальдерон був одружений з Глорією Бехарано Альмаді, донькою мексиканського лікаря та політика Армандо Леона Бехарано. Від того шлюбу народились четверо дітей: Рафаель Анхель, Глорія дель Кармен, Марія Габріела і Марко Антоніо. Старша сестра Кальдерона, Алехандра, була троцькістською лідеркою, загинула внаслідок нещасного випадку 1979 у 25-річному віці.
Здобув початкову освіту в коледжі Маріст у Мехіко. Повернувся до Коста-Рики 1958, коли йому було дев'ять років, після того як президент Маріо Ечанді дозволив повернення політичних засланців, включаючи колишнього президента Кальдерона Ґвардію. Кальдерон завершив середню освіту в коледжі Сан-Хосе, після чого вивчав право в Університеті Коста-Рики.

### Початок політичної кар'єри
Після закінчення університету Кальдерон зайнявся політикою та був обраний секретарем з питань середньої освіти в Партії національної єдності (PUN). У 20-річному віці його обрали головою Молодіжної організації PUN. Невдовзі після смерті батька 1970 року став членом правління Фонду соціального страхування та брав участь у розробці нових пенсійних правил.
1974 року його обрали до лав Конгресу, де він двічі поспіль обіймав посаду голови Комітету з соціальних питань. Серед інших законопроєктів комітет прийняв Закон про соціальний розвиток і сімейні посібники, завдяки якому в країні було створено пенсійних внесків, що на даний час охоплює понад сто тисяч людей похилого віку.
1981 року здобув почесний докторський ступінь в Університеті Г'юстона.

### Президентство
Невдовзі Партію національної єдності було перетворено на партію Соціал-християнська єдність, а Кальдерон 1982 року став кандидатом у президенти, але програв вибори Луїсу Альберто Монґе. 1986 року він знову спробував очолити країну, але вдруге зазнав поразки, поступившись Оскару Аріасу. Лише з третьої спроби, 1990 року, Кальдерона обрали президентом Коста-Рики. Як і його батько, він прийшов до влади у 40-річному віці, рівно за 50 років після обрання його батька.
Кальдерон почав реалізацію програми реформ. Він просував ліберальну політику в усіх сферах економіки, провадив податкові реформи, що додало економічної стабільності країні. Водночас збільшилася вартість всіх комунальних послуг та пального, підвищилися податки. Президент також скоротив число державних службовців й обмежив банківське кредитування, домігся збільшення виробництва й експорту. Туризм, в основному екологічний, пережив безпрецедентний підйом, доходи від туризму навіть перевищили традиційні доходи від експорту бананів і кави. Кальдерон перетворив стару Центральну в'язницю на Дитячий музей, сучасний і привабливий, щодня відвідуваний сотнями дітей і дорослих. Було ліквідовано податкову й митну нерівність, змінено систему нарахування державних пенсій, що стали більш справедливими. Реформи дали змогу стабілізувати інфляцію та залучити інвестиції до країни. Кальдерон надав безкоштовне житло за ваучерами сім'ям з низькими статками, але в цілому соціальний сектор (охорона здоров'я, освіта і суспільна безпека) зазнав збитків.

### Корупційний скандал
У жовтні 2004 року після корупційного скандалу Кальдерона ув'язнили, але невдовзі звільнили під домашній арешт.
Кальдерона звинувачували в отриманні грошей від фірми Finish Firm Instrumentarium в обмін на контракти на постачання медичного обладнання для Фонду соціального страхування. Судовий розгляд почався 3 листопада 2008 року, слухання завершились у вересні 2009 року. Попри звинувачення, Кальдерон офіційно оголосив про висунення своєї кандидатури на посаду президента Коста-Рики на виборах, що мали відбутись 2010 року. 5 жовтня 2009 року Кальдерона засудили до п'яти років позбавлення волі. Він вийшов із зали суду і повідомив пресу про те, що збирається оскаржити вирок, але при цьому знімає свою кандидатуру, щоб зосередитися на апеляції.
11 травня 2011 року скаргу Кальдерона відхилив суд. Судді підтвердили вирок, але скоротили термін перебування у в'язниці з п'яти років до трьох. При цьому законодавство Коста-Рики дозволило колишньому президенту замінити реальне позбавлення волі домашнім арештом. Дружина Кальдерона Глорія Бехарано була засуджена до виплати 70 000 доларів США уряду Коста-Рики за участь у скандалі.